# Mitrophyllum dissitum
Mitrophyllum dissitum är en isörtsväxtart som först beskrevs av Nicholas Edward Brown, och fick sitt nu gällande namn av Schwant. Mitrophyllum dissitum ingår i släktet Mitrophyllum och familjen isörtsväxter. Inga underarter finns listade i Catalogue of Life.